# Distretto di Bardiya
Il distretto di Bardiya è un distretto del Nepal. In seguito alla riforma costituzionale del 2015 fa parte della provincia di Lumbini, che fino al 6 ottobre 2020 era chiamata provincia No. 5.
Il capoluogo è Gularia.
La morfologia del territorio prevede una parte meridionale, al confine con lo stato indiano dell'Uttar Pradesh,  occupata dalla fertile pianura del Terai che sale verso nord ad incontrare la zona collinare delle Shivalik. Nella parte occidentale scorre il Karnali, il maggior fiume del Nepal, che giunto nella pianura del Tarai si divide in molti rami, il più occidentale dei quali segna il confine con il distretto di Kailali.
Nella parte settentrionale del distretto si trova il Parco nazionale reale di Bardia che occupa tutto il territorio a nord della strada nazionale H01 (detta Mahendra Rajmarg o Mahendra Highway).
Il gruppo etnico più diffuso nel distretto è quello dei Tharu, che superano il 50% della popolazione.

## Municipalità
Il distretto è costituito da otto municipalità, sei urbane e due rurali.
- Gularia
- Rajapur (Nepal)
- Madhuwan, Bardiya
- Thakurbaba
- Basgadhi
- Barbardiya
- Badhaiyatal
- Geruwa